# NGC 1220
NGC 1220 (другое обозначение — OCL 380) — молодое рассеянное звёздное скопление в созвездии Персея.
Этот объект входит в число перечисленных в оригинальной редакции «Нового общего каталога».
Возраст NGC 1220 составляет около 60 миллионов лет. Есть 26 кандидатов в его члены, имеющих спектральный класс более ранний, чем A5. Скопление расположено над плоскостью Млечного пути и находится на расстоянии 120 парсек от неё. Расстояние от NGC 1220 до Земли составляет около 1800 парсек.